# Ельфґіфу Шефтсберійська
Ельфґіфу Шефтсберійська (? — 944) — була першою дружиною короля Едмунда I (правив з 27 жовтня 939 по 26 травня 946). Вона була королевою Англії з моменту свого шлюбу приблизно в 939 році до своєї смерті в 944 році. Ельфґіфу та Едмунд мали двох синів Едвіга та Едгара, які у майбутньому стали королями Англії. Як і її мати Вінфлаед, Ельфґіфу мала тісний і особливий зв'язок із королівським жіночим монастирем Шефтсбері (Дорсет), заснованим королем Альфредом, де її поховали і незабаром вшанували як святу. Відповідно до традиції Вінчестера, день її вшануваня припадає на 18 травня.

## Сімейні обставини
Її мати, на ім'я Віннфлед (також Вінфлаед), здається, працювала в абатстві Шефтсбері. Важлива підказка походить із грамоти короля Едгара, в якій він підтвердив грант Шафтсбері маєтку в Аппіделені (Піддлетрентайд, Дорсет), зробленого його бабусею Віннфлед. Цілком можливо, що вона була черницею або обітницею (religiosa femina) під цим іменем у грамоті, датованій 942 роком і збереженій у хартулярії абатства. У ній записано, що вона отримала та повернула від короля Едмунда кілька маєтків у Дорсеті, а саме Чеселборн і Вінтерборн Томсон, які якимось чином опинилися у власності громади.
Оскільки її батько чи брати та сестри невідомі, подальші припущення про походження Ельфґіфу багато в чому залежали від особи її матері, чиє відносно незвичайне ім'я викликало подальші припущення. Герберт Фінберг припускає, що її матір'ю була Віннфлед, яка склала заповіт, імовірно десь у середині 10 століття, після смерті Ельфґіфу. Ця жінка володіла багатьма маєтками, розкиданими по Вессексу (в Сомерсеті, Вілтширі, Беркширі, Оксфордширі та Гемпширі) і мала багато зв'язків з жіночими монастирями у Вілтоні та Шефтсбері, обидва з яких були королівськими фондами. На цій основі було запропоновано кілька родичів Ельфґіфу, включаючи сестру, на ім'я Етельфлед, брата, на ім'я Едмер і бабусю, на ім'я Брітвін.
Однак вчені не мають єдиної думки щодо пропозиції Фінберга. Саймон Кейнс і Гейл Р. Оуен заперечують, що в заповіті Віннфлед немає жодних ознак наявності в неї королівських родичів чи зв'язків, і тому припущення Фінберга щодо сім'ї Ельфґіфу стоять на хиткому ґрунті. Ендрю Варем менш стурбований цим і припускає, що різні варіації спорідненості можуть пояснити це. Велика частина проблеми ідентифікації також, здається, залежить від кількості років, на які Віннфлед, ймовірно, пережила свою дочку. У цьому світлі важливо, що з палеографічних міркувань Девід Дамвіль відкинув загальноприйнятну дату бл. 950 року написання заповіту, яку він вважає «спекулятивною і надто ранньою» (і Віннфлед була ще живою у 967 році).

## Подружнє життя

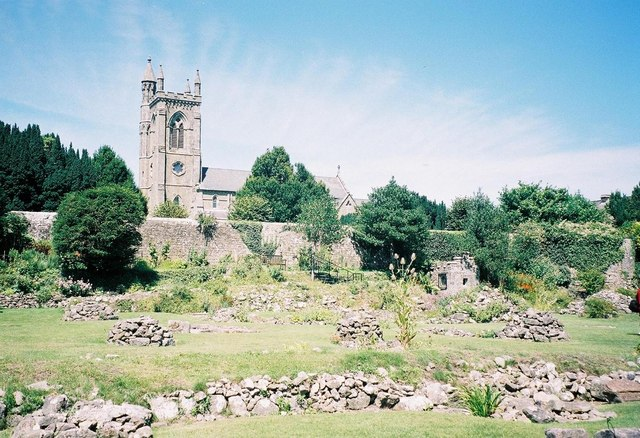
Абатство Шефтсбері

У джерелах не згадується дата одруження Ельфґіфу з Едмундом. Старший син Едвіг, який ледь досяг повноліття на момент вступу на престол у 955 році, можливо, народився близько 940 року, що дає лише дуже приблизне визначення дати заручин. Хоча Ельфґіфу була матір'ю двох майбутніх королі немає сучасних доказів того, що вона коли-небудь була проголошена королевою. У грамоті сумнівної автентичності, датованій 942—946 роками, вона засвідчена як наложниця короля (concubina regis), але пізніше Етельвард Літописець називає її королевою (regina).
Велика частина інформації про Ельфгіфу походить від її зв'язку з Шефтсбері. Про її патронат над громадою свідчить хартія короля Етельреда, датована 984 роком, згідно з якою абатство обміняло з королем Едмундом великий маєток у Тісбері (Вілтшир) на Буттіканлея (місцезнаходження невідоме). Ельфґіфу отримала його від свого чоловіка і мала намір заповісти його жіночому монастирю, але цього ще не сталося (її син Едвіг вимагав, щоб Буттіканлея була для початку повернута королівській родині).
Ельфґіфу померла раніше за свого чоловіка, ймовірно, у 944 році, і, можливо, померла під час народження Едгара. На початку XII століття Вільям Мальмесберійський писав, що вона страждала від хвороби протягом останніх кількох років свого життя, але, можливо, виникла певна плутанина з деталями життя Етельгіфи (дочки Альфреда I Великого). Її поховали у жіночому монастирі.

## Свята
Невдовзі після поховання в Шефтсбері Ельфґіфу почитали шанувати як святу. Етельвард повідомляє, що на її могилі до його часу сталося багато чудес і вони, очевидно, привернули увагу місцевих жителів. Лантфред Вінчестерський, який писав у 970-х роках, і тому його можна назвати найдавнішим відомим свідком культу її особистості, розповідає про молодого чоловіка з Коллінгборна (можливо Коллінгборн Кінгстон, Вілтшир), який у надії вилікуватися від сліпоти поїхав до Шефтсбері. Туди його привела репутація «шановної святої Ельфґіфу, на могилі якої багато хворих людей отримують зцілення через всемогутність Бога». Попри нове визнання Едуарда Мученика як святого, похованого в Шефтсбері, її культ продовжував процвітати в пізнішій англосаксонській Англії, про що свідчить її включення до списку місць спочинку святих, принаймні 8 календарів до завоювання та 3 або 4 літаній з Вінчестера.
Ельфґіфу названа святою (Sancte Ælfgife) у тексті англосаксонської хроніки (середина 11 століття) у місці, де вказується королівське походження Едвіга та Едгара. Культ її особистості, можливо, плекався та використовувався для підвищення статусу королівської лінії, точніше статусу її нащадків. Лантфред приписує її цілющу силу як власну заслугу, так і заслугу її сина Едгара. Можливо, саме завдяки її зв'язкам у 979 році ймовірне тіло її вбитого онука Едуарда Мученика було ексгумовано та перенесено з вражаючою церемонією в жіночий монастир Шефтсбері під наглядом елдормана Ельфера.
За словами Вільяма Мальмсберійського, Ельфґіфу таємно викупляла тих, хто був публічно засуджений до суворого суду; вона роздавала дорогий одяг бідним, а також мала пророчу силу та силу зцілення.
Слава Ельфґіфи в Шефтсбері, здається, затьмарила славу його першої абатиси, доньки короля Альфреда Етельгіфи, можливо настільки, що Вільяма Мальмсберійський написав суперечливі звіти про ранню історію абатства. У Gesta regum він правильно ідентифікує першу абатису як дочку Альфреда, згідно з Ассером, хоча він дає називає її Ельфґіфу (Ельфгіва), тоді як у своєму Gesta pontificum він приписує заснування дружині Едмунда Ельфґіфі. Або Вільям зіткнувся з суперечливою інформацією, або він мав на увазі, що Ельфґіфу відновила жіночий монастир. У будь-якому випадку Вільям мав доступ до місцевих традицій у Шефтсбері, оскільки він, ймовірно, написав нині втрачене метричне Життя для громади, фрагмент якого він включив у свій Gesta pontificum:
| Текст латиною | Переклад |
| Nam nonnullis passa annis morborum molestiam, defecatam et excoctam Deo dedit animam. Functas ergo uitae fato beatas exuuias infinitis clemens signis illustrabat Deitas. Inops uisus et auditus si adorant tumulum, sanitati restituti probant sanctae meritum. Rectum gressum refert domum qui accessit loripes, mente captus redit sanus, boni sensus locuples | Кілька років вона страждала від хвороби, І віддав Богу душу, яку вона очистила Коли вона померла, Бог осяяв її благословенні останки У його милосерді з незліченними чудесами. Якщо сліпий або глухий поклониться її гробу, Вони повертаються до здоров'я і доводять заслуги святої. Хто пішов туди кульгавим, повертається додому впевненим кроком, Божевільний повертається розсудливим, багатим здоровим глуздом |

## Діти
Едмунда та Ельфґіфу мали двох синів. Обидва стали королями Англії.
1. Едвіг (940/941 — 1 жовтня 959) — король Англії (23 листопада 955 — 1 листопада 959); був одружений, дітей не мав.
2. Едгар (943/944 — 8 липня 975) — король Англії (1 листопада 959 — 8 липня 975); був одружений тричі, мав чотирьох дітей.

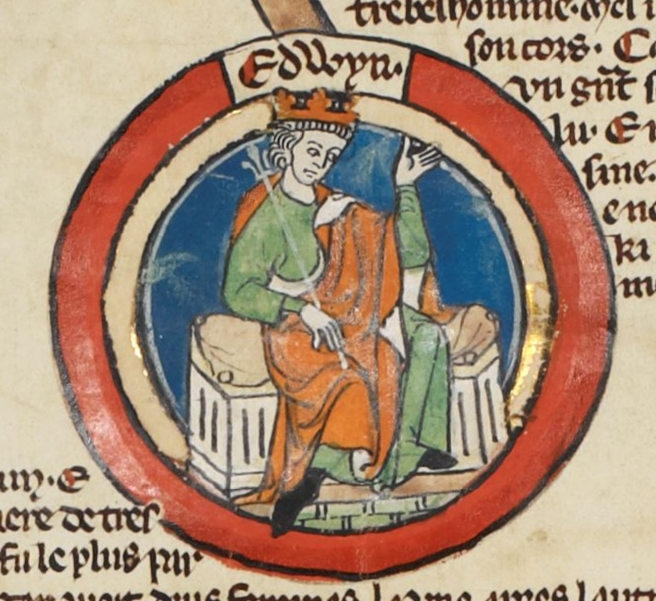
1 'Едвіг (940/941 - 959)
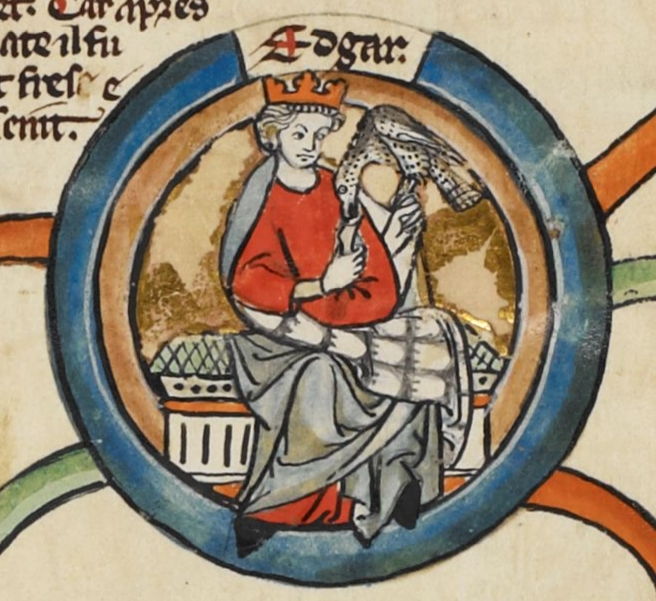
2 'Едгар (943/944 - 975)